# Politik i Gansu

Gansus läge i Kina.

Den politiska makten i Gansu utövas officiellt av provinsen Gansus folkregering, som leds av den regionala folkkongressen och guvernören i provinsen. Dessutom finns det en regional politiskt rådgivande konferens, som motsvarar Kinesiska folkets politiskt rådgivande konferens och främst har ceremoniella funktioner. Provinsens guvernör sedan december 2020 är Ren Zhenhe.
I praktiken utövar dock den regionala avdelningen av Kinas kommunistiska parti den avgörande makten i Hubei och partisekreteraren i regionen har högre rang i partihierarkin än guvernören. Sedan december 2022 heter partisekreteraren Hu Changsheng.

## Lista över Gansus guvernörer
1. Wang Shitai (王世泰): 1949–1950
2. Deng Baoshan (邓宝姗): 1950–1967
3. Xian Henghan (冼恒汉): 1967–1977
4. Song Ping (宋平): 1977–1979
5. Feng Jixin (冯纪新): 1979–1981
6. Li Dengying (李登瀛): 1981–1983
7. Chen Guangyi (陈光毅): 1983–1986
8. Jia Zhijie (贾志杰): 1986–1993
9. Yan Haiwang (阎海旺): 1993
10. Zhang Wule (张吾乐): 1993–1996
11. Sun Ying (孙英): 1996–1998
12. Song Zhaosu (宋照肃): 1998–2001
13. Lu Hao (陆浩): 2001–2006
14. Xu Shousheng (徐守盛): januari 2007 – juli 2010[32]
15. Liu Weiping (刘伟平): juli 2010 – april 2016
16. Lin Duo (林铎): april 2016 – april 2017
17. Tang Renjian (唐仁健): april 2017−december 2020
18. Ren Zhenhe (任振鹤): december 2020-

## Lista över Gansus partisekreterare
1. Zhang Desheng (张德生): 1949–1954
2. Zhang Zhongliang (张仲良): 1954–1961
3. Wang Feng (汪锋): 1961–1966
4. Hu Jizong (胡继宗): 1966–1967
5. Xian Henghan (冼恒汉): 1970–1977
6. Song Ping (宋平): 1977–1981
7. Feng Jixin (冯纪新): 1981–1983
8. Li Ziqi (李子奇): 1983–1990
9. Gu Jinchi (顾金池): 1990–1993
10. Yan Haiwang (阎海旺): 1993–1998
11. Sun Ying (孙英): 1998–2001
12. Song Zhaosu (宋照肃): 2001–2003
13. Su Rong (苏荣): 2003–2007
14. Lu Hao (陆浩): april 2007 − december 2011
15. Wang Sanyun (王三运): december 2011 − mars 2017
16. Lin Duo (林铎): mars 2017 − mars 2021
17. Yin Hong (尹弘): mars 2021 − december 2022
18. Hu Changsheng (胡昌升): december 2022 -